# Toms Rudzinskis
Toms Rudzinskis (* 23. Oktober 1987) ist ein lettischer Jazzmusiker (Saxophon, Komposition).

## Wirken
Rudzinskis absolvierte den Masterstudiengang am Conservatorium van Amsterdam.
2014 veröffentlichte Rudzinskis sein Debütalbum Abra mit dem Toms Rudzinskis Quartet, das von der Kritik hoch gelobt wurde. 2017 folgte das von einem gemeinsam mit Gerhard Ornig geleiteten Quartett eingespielte Album Locomotion! Mit der mit Kenneth Dahl Knudsen co-geleiteten Kenneth/Rudzinskis Space Big Band veröffentlichte er 2021 das Album Space Big Band bei Double Moon Records. Nach dem Jazzfusion-Album Abyss (2023) veröffentlichte er mit seinem akustischen Quartett, bestehend aus dem Pianisten Alex Koo, dem Kontrabassisten Igor Spallati und dem Schlagzeuger Ivars Arutyunyan auf Jersika Records das Album Interception, das auch Stücke mit Streichquartett enthält. Weiterhin nahm er 2025 mit der Sängerin Arta Jēkabsone das Poesie/Jazz-Bigband-Album Impressions of an Era auf.

## Preise und Auszeichnungen
Rudzinskis errang mit dem Quartett North by Northeast den Jazzpreis Keep an Eye, war bester Solist beim internationalen Big-Band-Wettbewerb „Meer Jazz“ und wurde zum Jazz-Botschafter des Bimhuis ernannt. Mit dem Matiss Cudars Quartet gewann er 2012 den Burghauser Nachwuchs Jazzpreis. Mit dem Loran Witteveen Quintet gewann er 2014 die Dutch Jazz Competition. Abyss erhielt 2024 den lettischen Musikpreis Zelta Mikrofons für das beste Jazz-, Funk- und Soul-Album und Interception 2025 diesen Musikpreis in der Kategorie „bestes Jazzalbum.“